# Yume Yume
„Yume Yume” (jap. 努努-ゆめゆめ- Yume Yume -Yume Yume-) – drugi singel zespołu ONE OK ROCK, wydany 25 kwietnia 2007 roku przez wytwórnię Aer-born. Singel osiągnął 43 pozycję w rankingu Oricon i pozostał na liście przez 6 tygodni.

## Lista utworów
| Nr | Tytuł                             | Słowa     | Kompozycja | Czas |
| -- | --------------------------------- | --------- | ---------- | ---- |
| 1. | "Yume Yume" (jap. 努努-ゆめゆめ-) | Toru/Taka | Toru/Taka  |      |
| 2. | "Karasu" (jap. カラス)            | Taka      | Alex/Taka  |      |